# 春阳河
春阳河位于中华人民共和国吉林省延边朝鲜族自治州汪清县北部，是嘎呀河右岸支流，发源于汪清县春阳镇西南哈尔巴岭东麓，蜿蜒向北流至红云村后转东流，经春阳镇治、阳光村、石头村、骆驼山村、中大川村、下大川村、天桥岭镇天山村等村镇，最后于天桥岭镇以东汇入嘎呀河。河长60千米，流域面积940平方千米，河道平均比降5.6‰。年均径流量0.662亿立方米。流域内森林茂密，植被较好，被确认为野生东北虎活动的区域之一。